# Achraf Akhamrane
Achraf Akhamrane (Amsterdam, 10 juni 1997) is een Nederlands-Marokkaans voetballer die als linksbuiten voor SC Cambuur speelde.

## Carrière
Achraf Akhamrane speelde in de jeugd van verschillende Amsterdamse clubs, waarna hij één seizoen voor HFC EDO speelde. In 2016 vertrok hij naar SC Cambuur, waar hij vooral in het tweede elftal speelde. Hij maakte zijn debuut in het betaald voetbal op 28 januari 2017, in de met 3-0 gewonnen thuiswedstrijd tegen FC Dordrecht. Hij kwam in de 60e minuut in het veld voor Tarik Tissoudali. Dit was de enige wedstrijd die hij voor Cambuur speelde. Na het aflopen van zijn contract in 2019 was hij clubloos, tot hij in 2023 aansloot bij AGB. Na een jaar verkaste hij naar ASV De Dijk.

### Statistieken
| Seizoen                     | Club           | Land           | Competitie     | Competitie | Competitie | Beker | Beker | Totaal | Totaal |
| Seizoen                     | Club           | Land           | Competitie     | Wed.       | Dlp.       | Wed.  | Dlp.  | Wed.   | Dlp.   |
| --------------------------- | -------------- | -------------- | -------------- | ---------- | ---------- | ----- | ----- | ------ | ------ |
| 2016/17                     | SC Cambuur     | Nederland      | Eerste divisie | 1          | 0          | 0     | 0     | 1      | 0      |
| Carrièretotaal              | Carrièretotaal | Carrièretotaal | Carrièretotaal | 1          | 0          | 0     | 0     | 1      | 0      |
| Bijgewerkt op 12 maart 2017 |                |                |                |            |            |       |       |        |        |